# Malbrans
Malbrans é uma comuna francesa na região administrativa de Borgonha-Franco-Condado, no departamento de Doubs. Estende-se por uma área de 8,74 km². Em 2010 a comuna tinha 172 habitantes (densidade: 19,7 hab./km²).